# Enquêtebureau
Enquêtebureau is een Vlaams televisieprogramma dat sinds 5 september 2024 op VRT wordt uitgezonden. De presentatie is in handen van Steven Van Herreweghe.

## Overzicht
In het Enquêtebureau wordt het Vlaamse doen en laten onderzocht. Onder leiding van presentator Van Herreweghe wordt er gepolst naar de gemiddelde Vlaming. Hij wordt bijgestaan door de 2 teamcaptains die elke aflevering beiden worden vergezeld door twee gasten.
| Afl. | Uitzenddatum      | Kijkcijfers | Team 1               | Team 1                            | Team 2           | Team 2                             |
| Afl. | Uitzenddatum      | Kijkcijfers | Teamcaptain          | Gasten                            | Teamcaptain      | Gasten                             |
| ---- | ----------------- | ----------- | -------------------- | --------------------------------- | ---------------- | ---------------------------------- |
| 1    | 5 september 2024  | 542.100     | Bart Cannaerts       | Otto-Jan Ham Danira Boukhriss     | Jelle De Beule   | Jade Mintjens Celine Van Ouytsel   |
| 2    | 12 september 2024 | 472.540     | Tom Waes             | Vincent Voeten Isabelle Van Hecke | Jelle De Beule   | Rik Verheye Xander De Rycke        |
| 3    | 19 september 2024 | 406.959     | Jan Jaap van der Wal | Barbara Sarafian Danira Boukhriss | Jade Mintjens    | Bart Cannaerts Gunter Lamoot       |
| 4    | 26 september 2024 | 456.282     | Jan Jaap van der Wal | Karen Damen William Boeva         | Jonas Geirnaert  | Lynn Van den Broeck Serine Ayari   |
| 5    | 3 oktober 2024    | 414.022     | Soe Nsuki            | Elodie Gabias Isabelle Van Hecke  | Jelle De Beule   | Nathalie Meskens Gunter Lamoot     |
| 6    | 10 oktober 2024   | 398.500     | Jan Jaap van der Wal | Lukas Lelie William Boeva         | Danira Boukhriss | Lynn Van den Broeck Ruth Beeckmans |
| 7    | 17 oktober 2024   | 355.610     | Tim Van Aelst        | Barbara Sarafian Serine Ayari     | Jelle De Beule   | Soe Nsuki Vincent Voeten           |
| 8    | 24 oktober 2024   | 414.676     | Tom Waes             | Manu Van Acker Jolien Roets       | Sven de Leijer   | Jeroen Verdick Anastasya Chernook  |